# Vassili Vassilievski
Vassili Grigorievitch Vassilievski (Василий Григорьевич Васильевский), né le 21 janvier (2 février) 1838 et mort le 13 (25) mai 1899 à Florence, est un byzantinologue russe qui est académicien de l'Académie impériale des sciences de Saint-Pétersbourg.

## Biographie
Vassilievski naît dans la famille d'un prêtre de village. Il poursuit ses études au séminaire de Iaroslavl, puis à l'Institut pédagogique de Saint-Pétersbourg. Ensuite, il s'inscrit à la faculté d'histoire et de philologie de l'université impériale de Saint-Pétersbourg, où il suit notamment les cours du professeur Izmaïl Sreznevski (1812-1880). Il est envoyé par l'université pendant l'année 1862 étudier à Berlin auprès de Mommsen et Droysen et à Iéna auprès du professeur Schmidt.
À son retour en Russie, Vassilievski défend sa thèse de magister philosophiæ intitulée Réforme politique et Mouvement social dans la Grèce antique pendant sa période de décadence (1869). Parallèlement, il étudie l'histoire de Wilna, où il avait été quelque temps professeur d'histoire dans un lycée. Il enseigne à partir de 1870 à l'université de Saint-Pétersbourg à la chaire d'histoire antique et se spécialise dans l'histoire de Byzance. Il décrit notamment, en s'appuyant sur des manuscrits anciens, les relations entre Byzance et la Russie. Les publications de Vassilievski paraissent dans leur grande majorité dans le Journal du ministère de l'Instruction publique.
Vassilievski publie à propos de manuscrits inconnus des spécialistes jusqu'alors qui expliquent en particulier la question obscure des travaux de Syméon Métaphraste et qui donne lieu à son ouvrage Commentaire de travaux sur l'histoire byzantine (1890).
Il est élu académicien ordinaire de l'Académie impériale des sciences de Saint-Pétersbourg en janvier 1890 et nommé la même année rédacteur du Journal du ministère de l'Instruction publique. Il est à l'inistiative de la fondation en 1894 du Périodique byzantin (Византийский временник), publié par l'Académie.
Il meurt à Florence en mai 1899. On peut distinguer parmi ses élèves l'illustre byzantiniste russo-américain Alexandre Vassiliev (1867 -1953 ) , l’historien de la Russie Sergueï Platonov (1860-1933), Ivan Greaves (1860-1941).

## Source
- (ru) Cet article est partiellement ou en totalité issu de l’article de Wikipédia en russe intitulé « Васильевский, Василий Григорьевич » (voir la liste des auteurs).